# Dichiarazione dei diritti dell'uomo e del cittadino

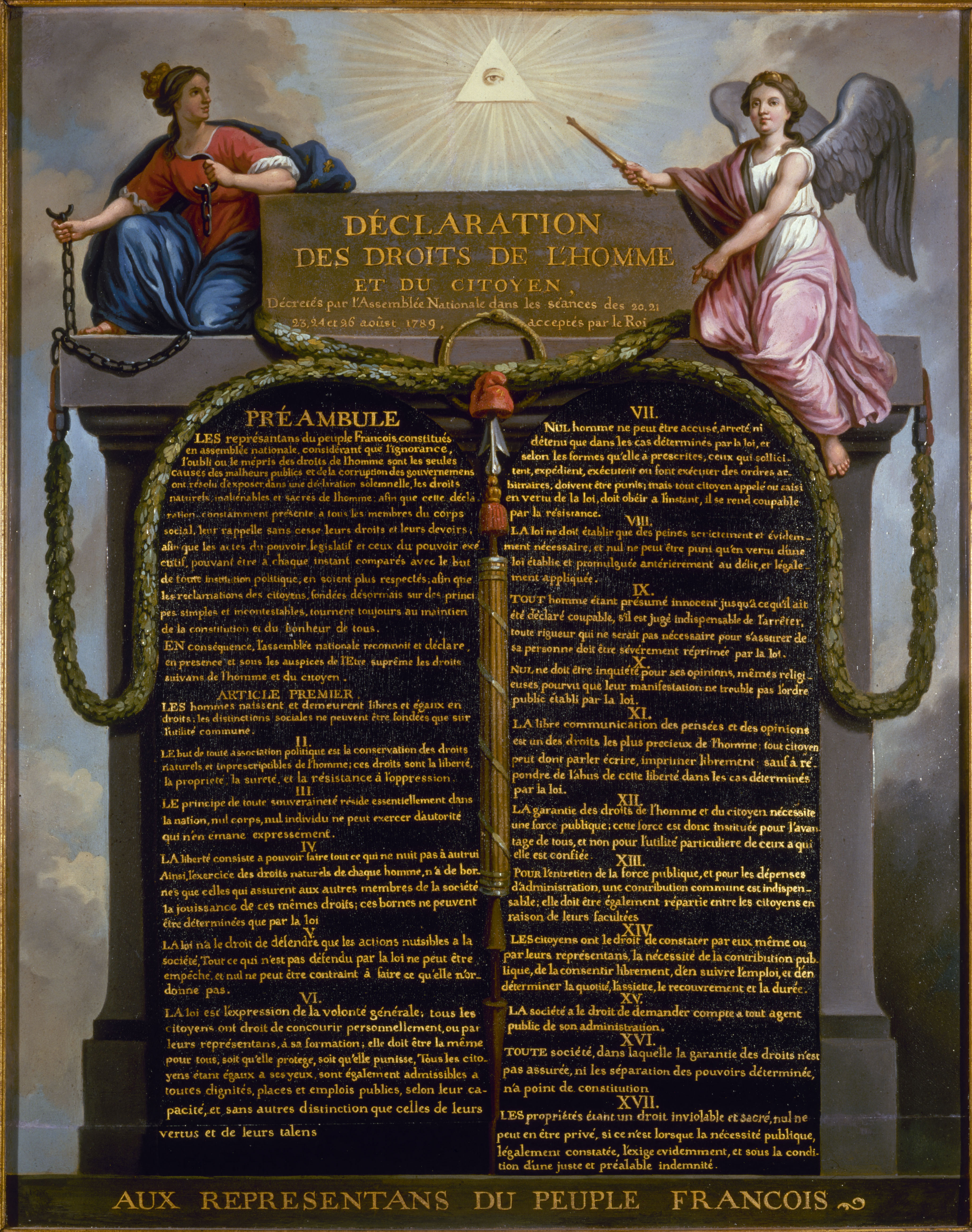
Declaration des Droits de l'Homme et du Citoyen

La dichiarazione dei diritti dell'uomo e del cittadino (in francese Déclaration des droits de l'homme et du citoyen) del 1789 è un testo giuridico elaborato nel corso della Rivoluzione francese, contenente una solenne elencazione di diritti fondamentali dei cittadini francesi e degli esseri umani, diviso in un preambolo e 17 articoli. 
Emanata a Versailles il mercoledì 26 agosto del 1789, basandosi sulla dichiarazione d'indipendenza americana, tale documento ha ispirato numerose carte costituzionali e il suo contenuto ha rappresentato uno dei più alti riconoscimenti della libertà e dignità umana, e con la sua proclamazione che ha dato origine al filone giuridico dei diritti umani contemporaneo. Mai formalmente revocata nemmeno sotto la Restaurazione francese, essa è tuttora una legge costituzionale della Francia. 
Assieme al Bill of Rights statunitense è la base su cui si fonda la Dichiarazione universale dei diritti umani emanata dalle Nazioni Unite.

## Origine e storia
In conseguenza, l’Assemblea Nazionale riconosce e dichiara, in presenza e sotto gli auspici dell’Essere Supremo, i Diritti seguenti dell’Uomo e del Cittadino.»
(Preambolo)
Dopo il successo della Rivoluzione Francese, l'Assemblea nazionale costituente decise di assegnare a una speciale commissione di cinque membri il compito di stilare una carta costituzionale che si basasse sui principi illuministi di Montesquieu, Rousseau e Voltaire e alla costituzione dei neonati Stati Uniti d'America, da inserire nella futura costituzione, nell'ottica del passaggio dalla monarchia assoluta dell'Ancien Régime a una monarchia costituzionale.
Basato sul testo scritto dal marchese de La Fayette in consultazione con l'amico Thomas Jefferson, il progetto della Dichiarazione venne discusso in Assemblea dal 20 al 26 agosto 1789. Nella redazione definitiva, sotto pressione dell’Assemblea, fu ratificato il 5 ottobre seguente, dal re Luigi XVI dopo la marcia su Versailles,  e servì da preambolo alla prima Costituzione del 1791.
Sei settimane dopo la presa della Bastiglia e sole tre settimane dopo l'abolizione del feudalesimo, la Dichiarazione attuò uno sconvolgimento radicale della società come mai era avvenuto nei secoli precedenti.
2. Lo scopo di ogni associazione politica è la conservazione dei diritti naturali e imprescrittibili dell’uomo. Questi diritti sono la libertà, la proprietà, la sicurezza e la resistenza all’oppressione.
3. Il principio di ogni sovranità risiede essenzialmente nella Nazione. Nessun corpo, nessun individuo può esercitare un’autorità che da essa non emani espressamente.
4. La libertà consiste nel poter fare tutto ciò che non nuoce ad altri; così l’esistenza dei diritti naturali di ciascun uomo non ha altri limiti che quelli che assicurano agli altri membri della società il godimento di questi stessi diritti. Questi limiti non possono essere determinati che dalla Legge»
(Estratto)
Nel 1793 viene promulgata una nuova dichiarazione dei diritti dell'uomo e del cittadino, che però non recita solo dei diritti, ma anche dei doveri, allegata e mai applicata Costituzione francese del 1793. 
Gran parte del contenuto della Dichiarazione confluì poi nella Dichiarazione universale dei diritti dell'uomo, adottata dalle Nazioni Unite il 10 dicembre 1948.
Ancora oggi, la Dichiarazione è una legge di rango costituzionale della Repubblica francese.